# Syngonanthus cabralensis
Syngonanthus cabralensis är en gräsväxtart som beskrevs av Silveira. Syngonanthus cabralensis ingår i släktet Syngonanthus och familjen Eriocaulaceae. Inga underarter finns listade i Catalogue of Life.